# Salfa (empresa)
Salfa (Salinas y Fabres S.A.) es una empresa automotriz, cuya casa matriz se ubica en Santiago. Es representante en Chile de camiones pesados, motores, maquinaria agrícola, forestal y de construcción, automóviles, neumáticos, baterías, repuestos y servicio de leasing operativo, el cual opera a través de Salfa Rent.

## Historia
Salfa fue fundada hace más de 85 años. Se ha desempeñado vendiendo servicio de vehículos livianos, camiones, maquinaria, motores industriales, partes y accesorios, ofreciendo también atención de emergencia. Cuenta con varias sucursales a nivel nacional, y su casa matriz se encuentra Santiago. Es el concesionario Chevrolet más antiguo de Chile, y cuenta con la red de sucursales Chevrolet más extensa del país. Es también uno de los principales[cita requerida] proveedores de flotas de vehículos para leasing operativo en Chile, con una plataforma de casi de 20.000 vehículos activos.[cita requerida]
Entre otras cuenta con la representación de camiones pesados: Mack y Renault; maquinaria: John Deere, Dieci, Wirtgen, Hamm; vehículos: Chevrolet, Toyota, Nissan, Chery, Exeed, SsangYong, RAM, Jeep, Fiat, Mitsubishi, GAC y JMC; baterías: Yoko; y neumáticos: Kumho, Yokohama y Westlake.